# Eskandari-ye Baraftab
Eskandari-ye Baraftab (in persiano اسكندري برافتاب‎, traslitterato come Eskandarī-ye Barāftāb o Īskandarī-ye Barāftāb) è un centro abitato iraniano situato nel distretto rurale di Zayandeh Rud-e Shomali, parte del distretto centrale della contea di Faridan nella provincia di Isfahan. Al censimento del 2006, la sua popolazione era di 2.138 abitanti, in 519 famiglie.
È noto soprattutto per essere stata proposta come una delle possibili ubicazioni di Alessandria Asiana, città fondata da Alessandro Magno durante il suo spostamento da Pasargade a Ecbatana. Infatti, l'area urbana è collegata alla vicina località di Nesar-e Eskandari dalla strada nota come Masir-e Eskandari (in italiano: Strada di Alessandro), a sua volta collocata tra l'altura del Kūh-e Dārābshāh (in italiano: Montagna del Re Dario) e il fiume Palāsjān, che la costeggia a sud.